# Vọng Đông
Vọng Đông là một xã thuộc huyện Thoại Sơn, tỉnh An Giang, Việt Nam.

## Địa lý
Xã Vọng Đông nằm ở phía tây nam huyện Thoại Sơn, có vị trí địa lý:
- Phía đông giáp xã Thoại Giang
- Phía tây giáp xã Vọng Thê và thị trấn Óc Eo
- Phía nam giáp thị trấn Óc Eo và xã Bình Thành
- Phía bắc giáp xã An Bình và xã Mỹ Phú Đông.

Xã Vọng Đông có diện tích 29,56 km², dân số năm 2019 là 10.184 người, mật độ dân số đạt 345 người/km².

## Hành chính
Xã Vọng Đông được chia thành 4 ấp: Sơn Hòa, Sơn Lập, Sơn Tân, Sơn Thành.

## Giáo dục

### Trường THCS

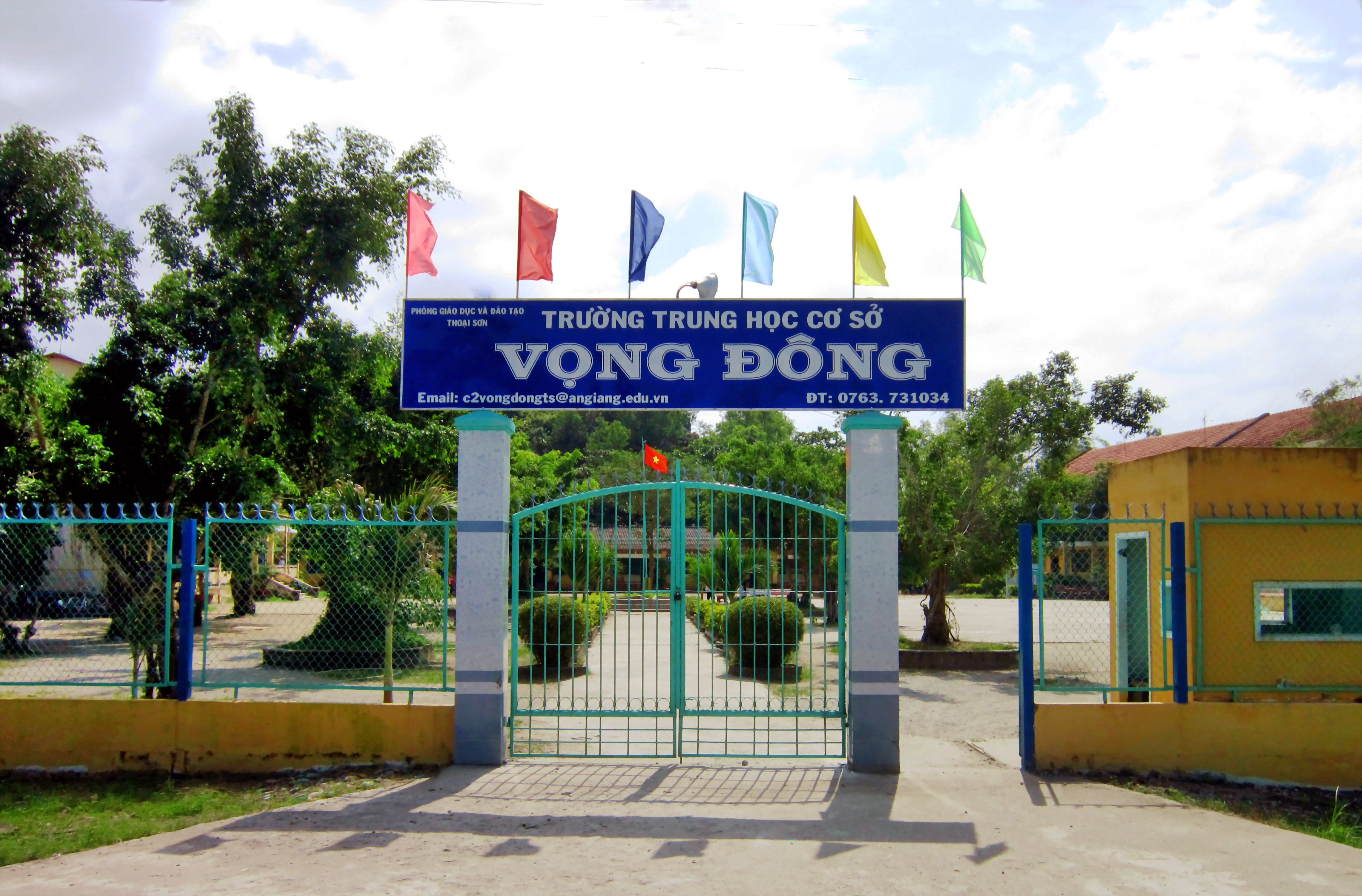
Trường THCS Vọng Đông, Vọng Đông, Thoại Sợn, An Giang

Xã Vọng Đông có một trường THCS là Trường THCS Vọng Đông

## Kinh tế

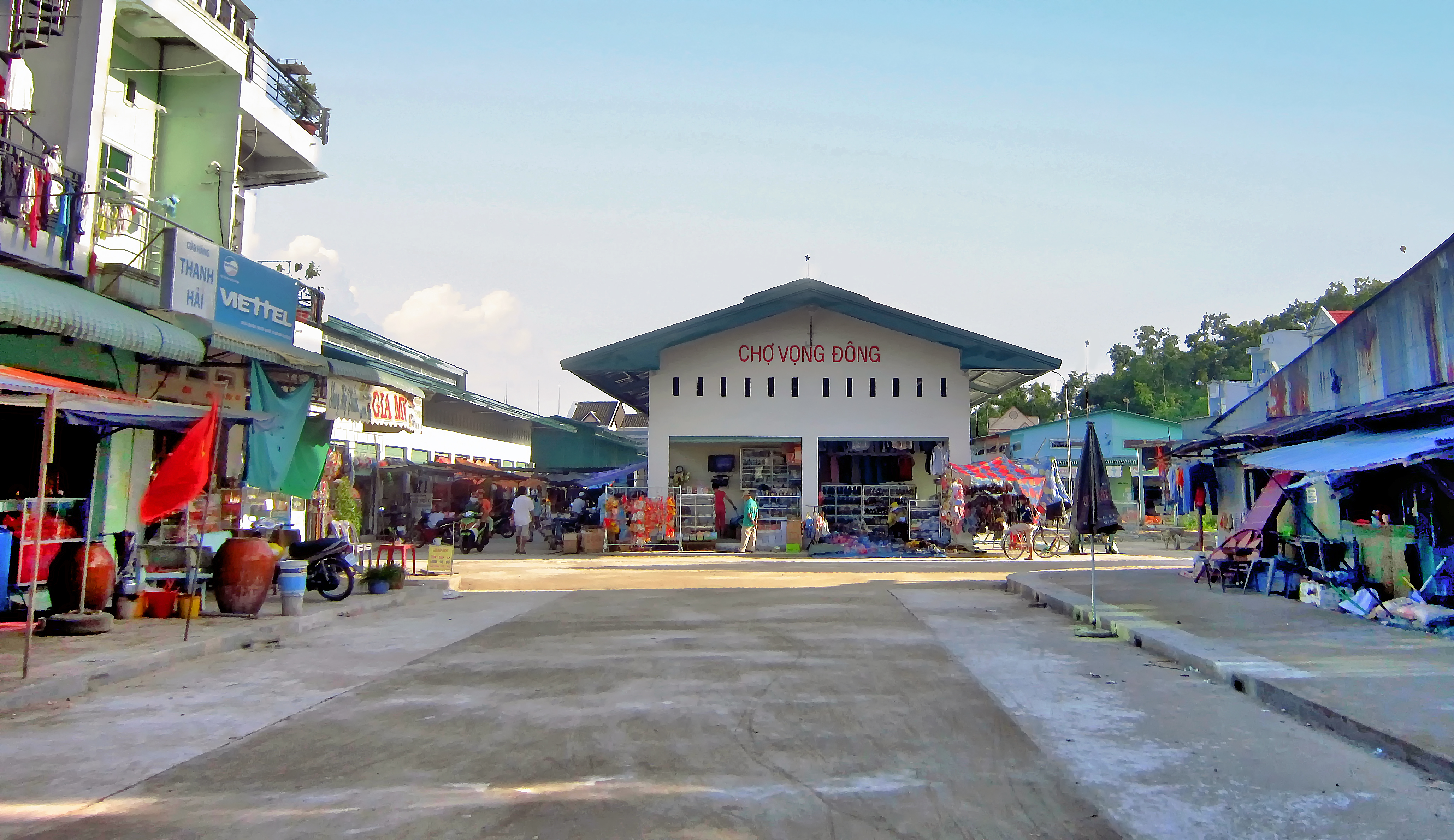
Chợ Vọng Đông

## Lịch sử
- Quyết định 56-CP[3] ngày 11 tháng 03 năm 1977 của Hội đồng Chính phủ, hợp nhất huyện Huệ Đức và huyện Châu Thành thành một huyện lấy tên là huyện Châu Thành, xã Vọng Thê thuộc huyện Châu Thành
- Quyết định 181-CP[4] ngày 25 tháng 04 năm 1979 của Hội đồng Chính phủ, tách ấp Vọng Đông và ấp Hạc Phong của xã Vọng Thê, lập thành một xã lấy tên là xã Vọng Đông.
- Quyết định 300-CP[5] ngày 23 tháng 08 năm 1979 của Hội đồng Bộ trưởng, chia huyện Châu Thành thành hai huyện lấy tên là huyện Châu Thành và huyện Thoại Sơn, xã Vọng Đông thuộc huyện Thoại Sơn
- Nghị định 52/2005/NĐ-CP[6] ngày 12 tháng 04 năm 2005 của Chính phủ, thành lập xã An Bình trên cơ sở 1.636 ha diện tích tự nhiên và 4.804 nhân khẩu của xã Tây Phú, 1.221 ha diện tích tự nhiên và 2.355 nhân khẩu của xã Vọng Đông.

## Một vài hình ảnh

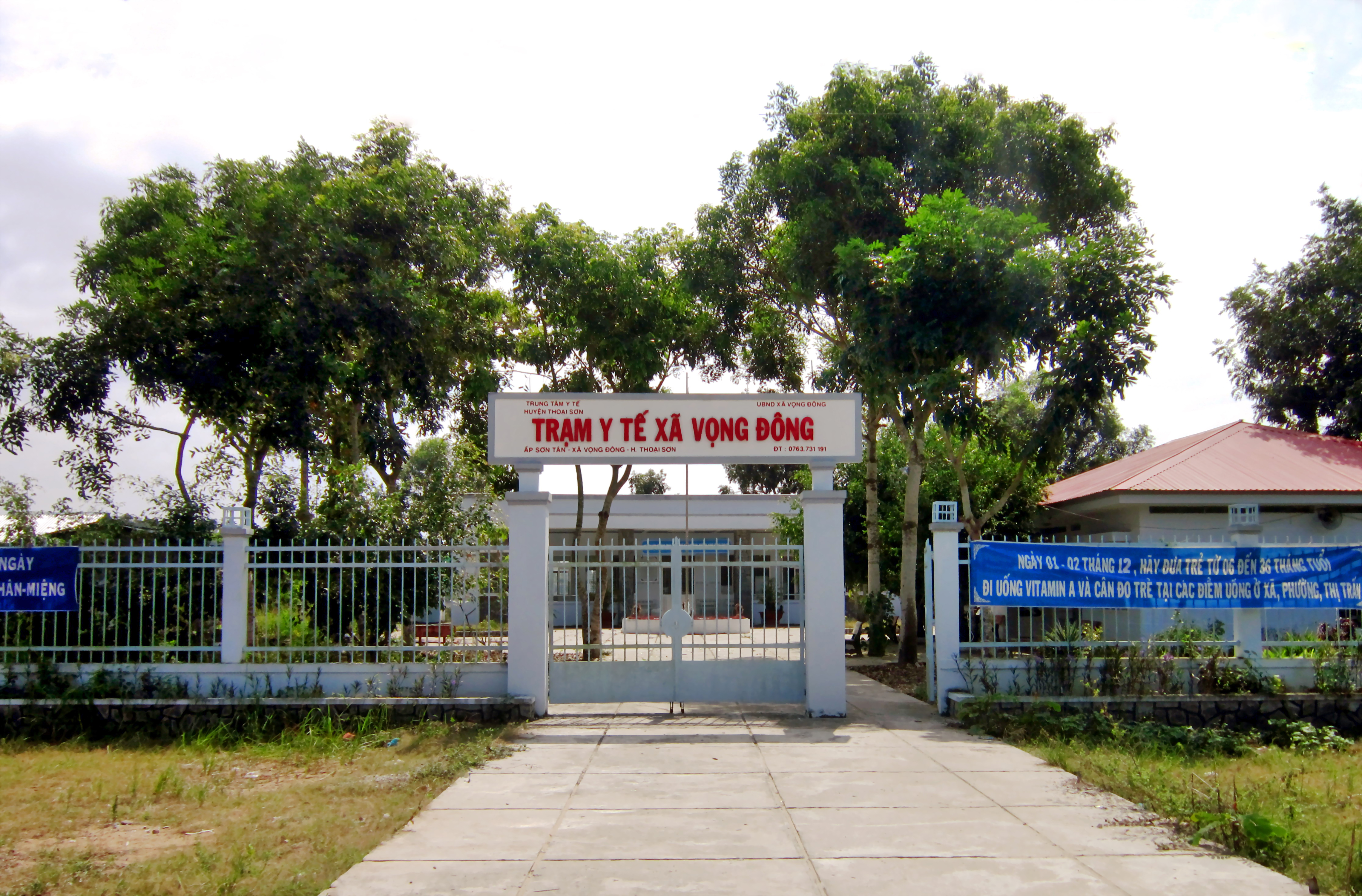
Trạm y tế Vọng Đông
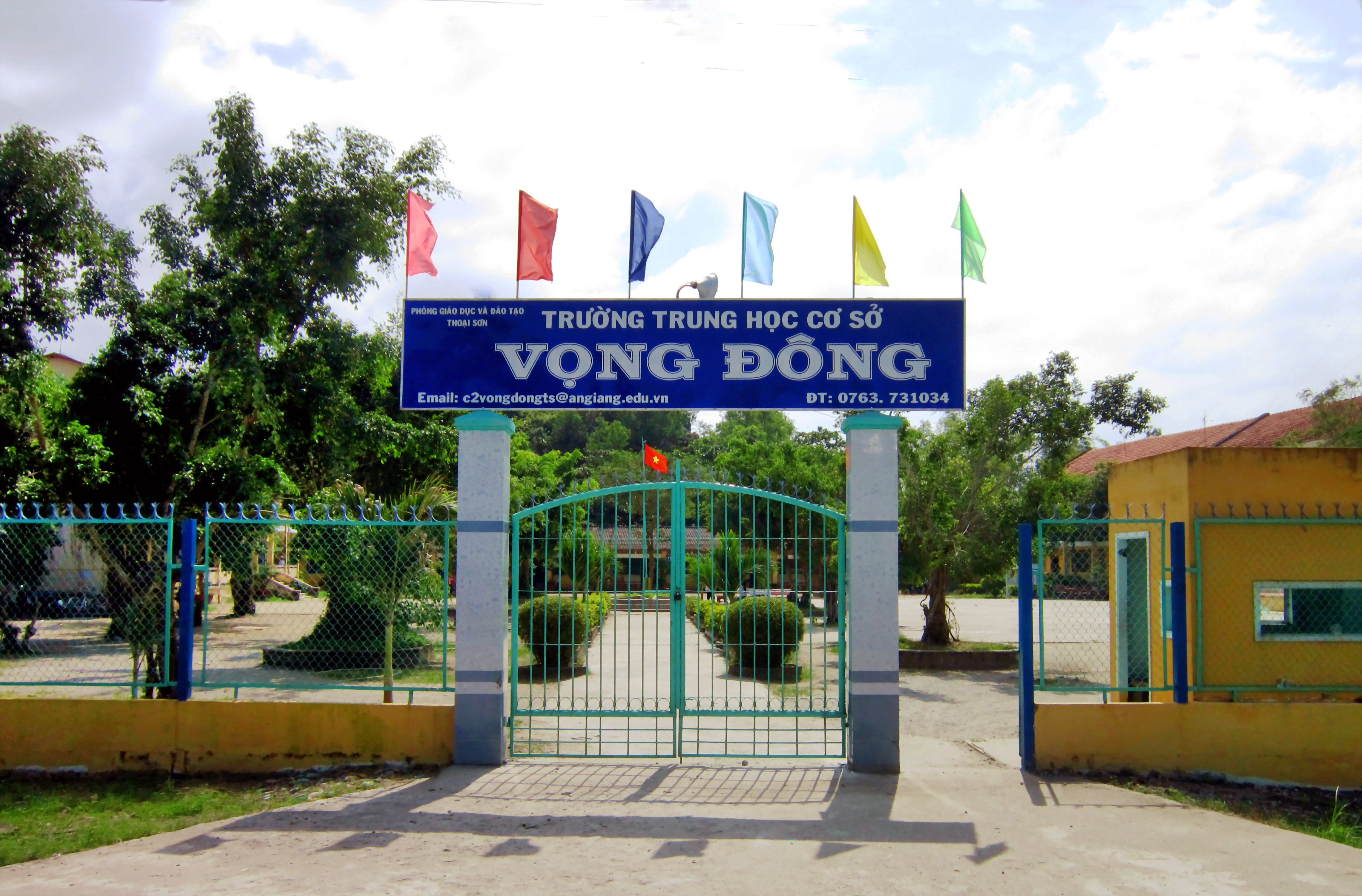
Trường PTCS Vọng Đông
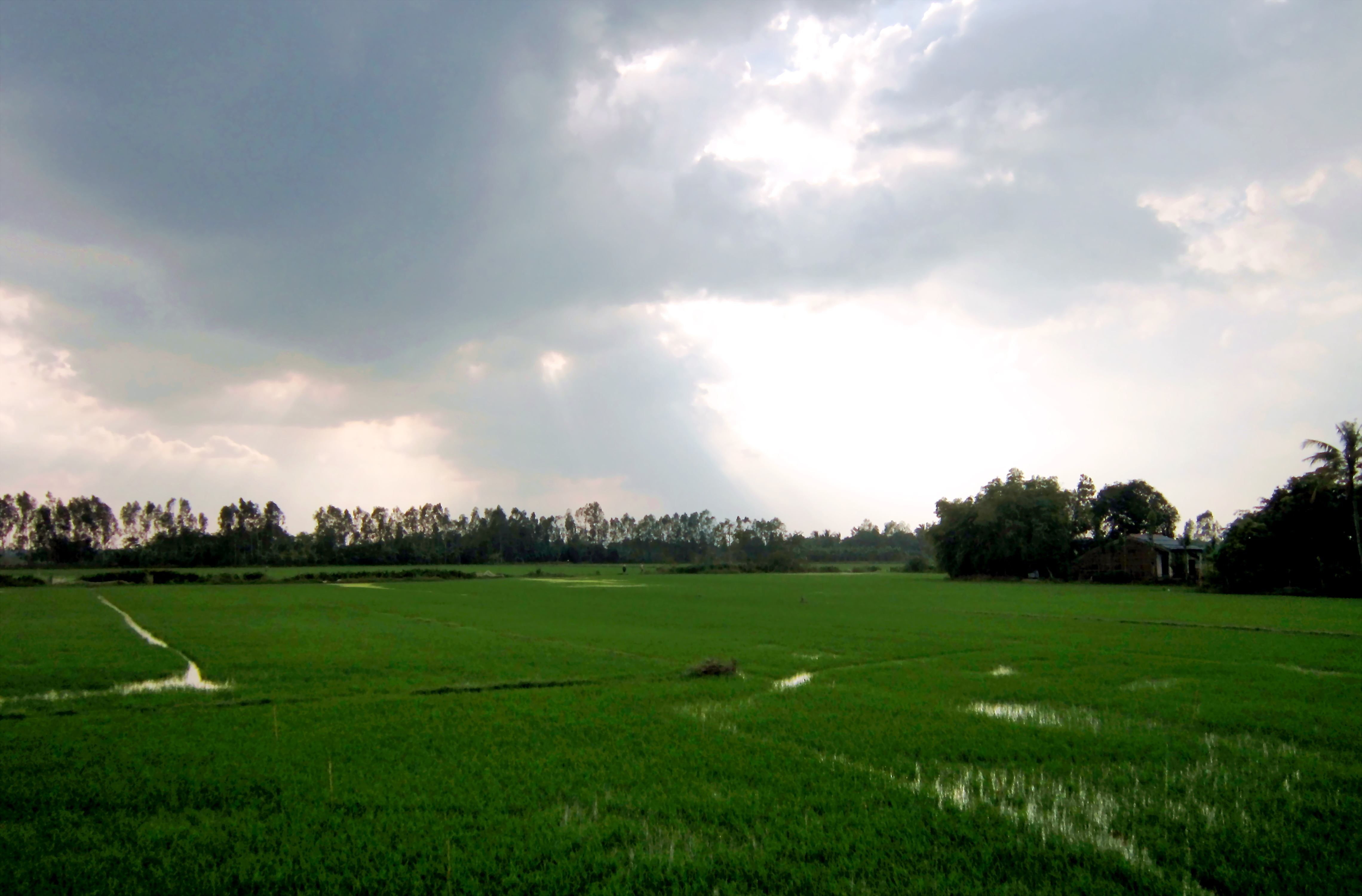
Một ruộng lúa ở Vọng Đông.